# Đại Sơn, Quảng Hòa
Đại Sơn là một xã thuộc huyện Quảng Hòa, tỉnh Cao Bằng, Việt Nam.

## Địa lý
Xã Đại Sơn nằm ở phía đông nam huyện Quảng Hòa, có vị trí địa lý:
- Phía đông giáp Trung Quốc
- Phía tây giáp thị trấn Hòa Thuận
- Phía nam giáp thị trấn Hòa Thuận
- Phía bắc giáp xã Cách Linh và xã Hồng Quang.

Xã Đại Sơn có diện tích 38,25 km², dân số năm 2019 là 2.874 người, mật độ dân cư đạt 75 người/km².
Trên địa bàn xã Đại Sơn có một số ngọn núi như Lủng Nọi, Phia Đeng, Phia Luông, Bó Mẹ, Cốc Phường, Kéo Hích, Lăng Rườn, Lủng Nâu, Lũng Cân, Lũng Mây, Lũng Nưa, Lũng Ruồm, Lũng Tém, Lũng Vài Ngườm Khoen, Phia Lắc, Ro Miếng, Phia Sám. Các con suối chảy trong xã là Bán Sát, Bắc Vọng, Bó Tèng, Khuổi Lầu, Nà Niếng. Đại Sơn có một công trình thủy lợi là đập Thủng Quây.

## Lịch sử
Xã Đại Sơn được thành lập vào ngày 10 tháng 6 năm 1981 theo Quyết định 245-CP trên cơ sở sáp nhập hai xã Đại Tiến và Đà Sơn.
Ngày 13 tháng 12 năm 2001, xã Đại Sơn thuộc huyện Phục Hòa vừa tái lập từ huyện Quảng Hòa.
Ngày 9 tháng 9 năm 2019, Hội đồng Nhân dân tỉnh Cao Bằng ban hành Nghị quyết số 27/NQ-HĐND về việc:
- Đổi tên xóm Không Vắc - Rằng Kheo thành xóm Đà Sơn
- Đổi tên xóm Bó Nộc - Bó Tèng thành xóm Bó Tèng
- Sáp nhập hai xóm Thang Nà và Cốc Phường thành xóm Nam Hà
- Sáp nhập hai xóm Cốc Lùng và Khưa Nính - Lũng Lầu thành xóm Đại Tiến
- Sáp nhập hai xóm Lũng Riền và Bản Sát thành xóm Kim Chung
- Sáp nhập hai xóm Cốc Khuyết và Bản Chang thành xóm Cốc Chang
- Sáp nhập hai xóm Nà Chích - Pác Liêng và Bản Mầy thành xóm Biên Hòa.

Ngày 1 tháng 3 năm 2020, huyện Phục Hòa giải thể để tái lập huyện Quảng Hòa. Xã Đại Sơn thuộc huyện Quảng Hòa như hiện nay.